# Rytmika (zespół taneczny)
Rytmika – Dziecięcy Zespół Rytmiki i Tańca Rytmika działający w Czeskim Cieszynie przy Polskim Związku Kulturalno-Oświatowym w Republice Czeskiej.
Ze względu na miejsce swojej działalności zespół prezentuje oprócz folkloru rodzimego również folklor czeski i słowacki. W repertuarze zespołu są tańce cieszyńskie, polskie tańce narodowe i regionalne.

## Historia zespołu
Historia zespołu zaczęła się od tego, że Kazimierz Ferfecki, obejrzał program, który przygotowała Helena Wojnar z dziećmi z kursów rytmiki przy Klubie Zakładowym Kopalni Franciszek w Suchej Górnej. Jesienią 1962 roku rozpoczęły się zajęcia na kursach rytmiki. Organizacją zajęła się Janina Ferfecka, ówczesny kierownik artystyczny i choreograf zespołu OLZA, kierownictwo kursów powierzono Helenie Wojnar. Celem tych kursów miało być upowszechnianie kultury ruchowej i zapewnienie narybku dla zespołów tanecznych PZKO. Zarówno u dzieci, jak i u kierownictwa dojrzewała potrzeba publicznej prezentacji własnych osiągnięć.
Zajęcia odbywają się dwa razy w tygodniu w sali Klubu PZKO przy ulicy Bożka, w grupach podzielonych według wieku 5 -17 lat. Średnia roczna frekwencja na kursach rytmiki waha się od 80 -100 dzieci. Po pięciu latach mogą dołączyć do Dziecięcego Zespołu Rytmiki i Tańca RYTMIKA i zaprezentować zdobyte umiejętności, sprawność i kulturę ruchową, potańczyć krakowiaka czy rock and roll.

## Konkursy
W ciągu 30 lat RYTMIKA brała udział w konkursach dziecięcych i młodzieżowych na wszystkich szczeblach, występowała na centralnych imprezach związkowych. Ma na swoim koncie ponad 170 występów „od Bogumina po Mosty”, wyjeżdżała także do Polski (m.in. Cieszyn, Bielsko, Jaszowiec), na Słowację (Żylina) i do Czech (Kladno). Posiada brązową, srebrną i złotą Odznakę Honorową PZKO „ZA ZASŁUGI” (1972, 1977, 1982).

## Kierownicy Rytmiki w latach 1962–1991

### Helena Wojnar
Kierownik artystyczny RYTMIKI w latach 1962–1986. Pani Helena Wojnar poświęciła całe życie zawodowe nauczaniu tańca. W ciągu 24 lat pracy w czesko cieszyńskiej RYTMICE pani Helena przygotowała 9 cało wieczorowych programów.

### Halina Malinowa
Kierownik artystyczny RYTMIKI w latach 1986–1991. Zainteresowania pani Haliny skupiały się na tańcu klasycznym i charakterystycznym. Jej układy taneczne miały wyraźnie określony styl i świadczyły o tym, że w strukturze muzyki stara się ona odnaleźć akcję, a w tańcu ruchy.

### Marta Mikula
Kierownik artystyczny RYTMIKI od roku 1991. Z tańcem związana była od swych najmłodszych lat – najpierw w RYTMICE, potem w OLZIE. Swoje umiejętności i zainteresowania rozwijała na kursach dla instruktorów polonijnych zespołów w Lublinie, dyplom uzyskała w roku 1987.

## Instruktorzy

### Marta Milerska
Absolwentka AWF w Krakowie – kierunek fizjoterapia, staż w zespołach ZPiT Olza i ZTL Krakowiak, absolwentka Letniej szkoły artystycznej w Koszęcinie.

### Katarzyna Lasota-Muszyńska
Absolwentka Uniwersytetu Muzycznego im. F. Chopina w Warszawie, specjalność Rytmika. Dyplom otrzymany w 2013 roku. Laureatka konkursów krajowych i międzynarodowych w śpiewie rozrywkowym. Finalistka programu Szansa na Sukces emitowanego w Telewizji Polskiej oraz Fabryki Gwiazd w stacji Polsat. Na co dzień kompozytorka (w tym piosenek dla dzieci), tekściarka, autorka własnych ćwiczeń i zabaw umuzykalniających.